# Egfrid (Artois)
Egfrid (lat.: Egfridum; † nach 892) war ein Graf von Arras (Artois) im 9. Jahrhundert.
Seit wann Egfrid in Arras als Graf (comitem) amtierte, ist unklar; allerdings war er bereits Graf, als im Januar 892 der Abt des Klosters Saint-Vaast, Rudolf, starb. Von seinen Gefolgsmännern wurde Egfrid darauf an den Hof von König Odo entsandt, um diesem diese Todesnachricht zukommen zu lassen und um die Ernennung eines neuen Abtes, wohl seine eigene, entgegenzunehmen. Doch seine Abwesenheit nutzte die Bevölkerung von Arras, um sich dem Grafen Balduin II. von Flandern anzuschließen, der augenblicklich und gegen den Willen des Königs Stadt und Abtei besetzen ließ. Der Graf von Flandern provozierte damit einen Bruch mit König Odo, dem er fortan feindlich gegenüberstand. Noch im April desselben Jahres brach in Arras ein Brand aus, der auch die Abtei Saint-Vaast ergriff. Wie die Annales Vedastini berichten, sind dabei mehrere Reliquien von einem Unbekannten entwendet worden.
König Odo konnte den Grafen von Flandern nicht mehr aus Arras vertreiben, von Egfrid ist nach dem Jahr 892 nichts mehr überliefert. Erst König Karl III. dem Einfältigen gelang es 899, Arras dem Grafen von Flandern zu entreißen. Er setzte nun aber Altmar als Graf ein. Egfrid war zu diesem Zeitpunkt wohl schon tot.

## Quelle
- Annales Xantenses et Annales Vedastini, hrsg. von B. de Simson in MGH SS rer. Germ. 12 (1909), S. 70–71

## Anmerkung
1. ↑  In den Annales Blandinienses wurde Rudolf (Unruochinger) fälschlicherweise als Abt von Saint-Bertin genannt. Siehe: MGH SS 5, S. 24

| Personendaten    | Personendaten           |
| ---------------- | ----------------------- |
| NAME             | Egfrid                  |
| ALTERNATIVNAMEN  | Egfridum                |
| KURZBESCHREIBUNG | Graf von Arras (Artois) |
| GEBURTSDATUM     | 9. Jahrhundert          |
| STERBEDATUM      | zwischen 892 und 899    |